# Кипиани, Давид Давидович
Дави́д Дави́дович Кипиа́ни (груз. დავით დავითის ძე ყიფიანი; 18 ноября 1951 или 18 июня 1951, Тбилиси — 17 сентября 2001, Тбилиси) — советский и грузинский футболист и тренер. Игрок «Динамо» Тбилиси и сборной СССР. Главный тренер сборной Грузии. Мастер спорта СССР международного класса (1976). Заслуженный мастер спорта СССР (1981). Лучший футболист СССР 1977 года.

## Биография
Вырос в семье врачей. В основном воспитанием юного Давида занималась бабушка, которая привила ему любовь и уважение к литературе и искусству. Но при этом основной привязанностью в детстве стал футбол.
Воспитанник тбилисской футбольной школы № 35. Первый тренер — П. Челидзе. В 1968 году в составе юношеской сборной Грузии стал победителем «Кубка Надежды» в Сочи, после чего был зачислен в дубль тбилисского «Динамо».
Одновременно с этим поступил на химический факультет Тбилисского политехнического института. Вскоре осознав, что к профессии химика интереса у него нет, перевёлся на юридический факультет ТГУ, который в итоге и окончил.
В 1968—1970 годах играл за «Локомотив» (Тбилиси).
В 1971 году дебютировал за тбилисское «Динамо». Вскоре был привлечён к играм за сборную СССР, но раскрыться не сумел — помешала травма колена, которую получил на сборах в Одессе.
Позже в сборную СССР приглашался не часто, так как не вполне вписывался в тактические схемы Лобановского и Бескова. Всего в сборной отыграл 19 матчей, забил 7 голов, а также 2 игры и 2 гола — за олимпийскую сборную.
В общей сложности в высшей лиге за тбилисское «Динамо» сыграл 246 матчей, забил 79 голов.
В сентябре 1981 года на коммерческом турнире в Испании сломал ногу, из-за чего не попал в заявку на чемпионат мира по футболу 1982. Проведя несколько матчей в сезоне 1982 года, в итоге принял решение об окончании игровой карьеры.
Некоторое время работал в тбилисском совете общества «Динамо». В конце 1983 года назначен главным тренером тбилисского «Динамо» вместо Нодара Ахалкаци. Постепенно ему удалось наладить игру команды, которая потеряла свои лидерские позиции после ухода ряда ведущих игроков. В 1986 году был снят с должности — поводом послужил его развод с первой женой, с которой прожил более 10 лет. Данный поступок главного тренера руководство посчитало недостойным, несмотря на то, что на тот момент клуб делил 3—4 места в чемпионате.
При поддержке друзей вскоре был принят на работу в Генеральную прокуратуру СССР, где дослужился до поста заместителя начальника отдела общего надзора. Вскоре женился во второй раз.
В 1988 году уволился из прокуратуры и вновь был назначен главным тренером тбилисского «Динамо». При нём команда была выведена из союзного чемпионата (несмотря на его протесты) и стала выступать в чемпионате Грузии, где у неё не было достойных соперников. С поста главного тренера ушёл после автомобильной аварии, в которой получил травму головы. Восемь месяцев был менеджером родной команды.

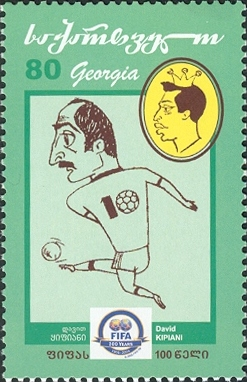
Почтовая марка Грузии (2004)

В начале 1992 года «Динамо» проводило сбор на Кипре, во время которого он получил приглашение от руководства «Олимпиакоса» перейти на тренерскую работу в этот клуб. Он принял приглашение, когда до конца чемпионата оставалось 8 игр, и помог по итогам сезона 1991/92 клубу остаться в высшей лиге. На следующий сезон он пригласил в клуб экс-игроков «Динамо» Чедию и Качараву. Вместе с ними клуб вышел в полуфинал Кубка Кипра, а в чемпионате занял 11-е место из 14-ти. Позже при помощи кипрских компаньонов открыл русскоязычный ресторан на Кипре, который через некоторое время разорился.
В 1995 году вернулся в Грузию, снова стал главным тренером тбилисского «Динамо». В 1997 году был приглашён на пост тренера национальной сборной Грузии, а годом позже работал в ярославском «Шиннике».
В 1999—2001 годах возглавлял кутаисское «Торпедо», в 2000—2001 годах — сборную Грузии.

## Гибель
17 сентября 2001 года возвращавшийся из Кобулети на внедорожнике марки «Мерседес-Бенц» ML 320 Кипиани на огромной скорости врезался в ореховое дерево на повороте к селу Чардахи. Он скончался по дороге в больницу. По словам милиционеров, причиной аварии могло стать то, что Кипиани разговаривал по мобильному телефону, по другим сведениям за несколько секунд до автокатастрофы у него случился инфаркт.
Похоронен на Сабурталинском кладбище.

## Достижения

### Командные
«Динамо» (Тбилиси)
- Чемпион СССР: 1978
- Серебряный призёр чемпионата СССР: 1977
- Бронзовый призёр чемпионата СССР (5): 1971, 1972, 1976 (весна), 1976 (осень), 1981
- Обладатель Кубка СССР (2): 1976, 1979
- Финалист Кубка СССР: 1980
- Обладатель Кубка обладателей кубков: 1981

Сборная СССР
- Бронзовый призёр футбольного турнира Олимпиады-1976
- Победитель молодёжного чемпионата Европы: 1976

### Личные
- Лучший (1977) и второй (1976) футболист СССР (по результатам опроса еженедельника «Футбол»)
- В списке 33 лучших футболистов сезона — 6 раз (2 раза под № 1, 2 раза — под № 2, 2 раза — под № 3)
- Член клуба Григория Федотова (115 мячей)
- Орден Чести (2000)
- Орден ФИФА «За заслуги» (2002)

### Тренерские
- Чемпион Грузии: 1995, 1996, 1997, 2000, 2001
- Обладатель Кубка Грузии: 1995, 1996, 1997, 2001

## Личная жизнь
У Кипиани было две жены, с каждой из которых прожил по 14 лет. Три сына — Леван, Николай, Георгий (род. 1989).
Старший сын — Леван Кипиани — был профессиональным футболистом, позже — журналист, основатель журнала «Атиани». С конца 2011 года — министр спорта и молодёжи Грузии.